# Giacomo Attendolo
Giacomo Attendolo o Jacopo Attendolo (Cotignola, 28 maggio 1369 – Pescara, 4 gennaio 1424) è stato un condottiero e capitano di ventura italiano.
Soprannominato Muzio (o Muzzo, da Giacomuzzo), detto poi Sforza, lo Sforza o il Grande Sforza (quindi Muzio Attendolo Sforza), fu conte di Cotignola, signore di Acerra, Acquapendente, Apice, Apricena, Bagno Vignoni, Barletta, Benevento, Biccari, Chiusi, Foggia, Lesina, Maiori, Manfredonia, Montecchio Emilia, Montella, Orbetello, Orsara di Puglia, Pietramontecorvino, Proceno, San Bartolomeo in Galdo, San Lorenzo Nuovo, San Severo, Savignano Irpino, Serracapriola, Torremaggiore, Trani, Troia e Vasto, Gonfaloniere della Chiesa, gran connestabile del Regno di Napoli e capostipite della dinastia degli Sforza.

## Biografia

### Infanzia e inizio della carriera militare

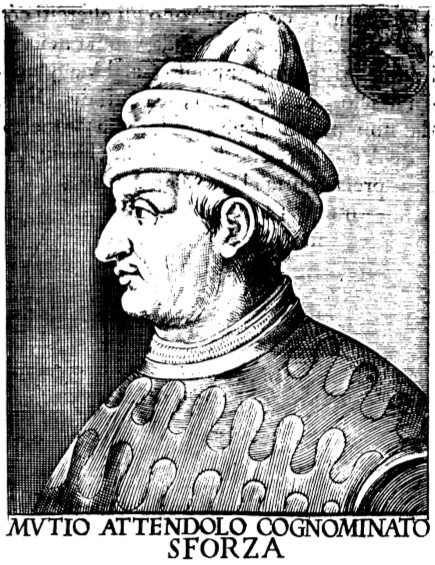
Muzio Attendolo Sforza in un ritratto del 1646

La famiglia del padre Giovanni, gli Attendolo, costituiva un ramo di nobiltà secondaria di Cotignola dedita alla coltivazione dei campi e al "mestiere delle armi". Giovanni era probabilmente un mugnaio "principale di paese" della fazione ghibellina e per questo dedita all'attività militare su piccola scala. La madre, Elisa Petraccini (o Petrascini), viene descritta come una donna dal carattere aspro. Gli Attendolo erano caratterizzati da un'accanita rivalità nei confronti dell'altra famiglia nobile di Cotignola, i Pasolini, che si risolveva spesso in sanguinose scaramucce.
Si narra che una sera di maggio del 1382 il giovane Giacomo, detto Giacomuzzo o Muzio, mentre stava zappando un campo, vide passare dei soldati della compagnia di ventura di Boldrino da Panicale alla ricerca di nuove leve. Attratto dall'idea lanciò la zappa in alto: se essa fosse caduta a terra, sarebbe rimasto, oppure, se essa si fosse conficcata in un albero, avrebbe seguito la compagnia: la zappa si impigliò in una quercia, fu così che Giacomo, non avendo ancora compiuto tredici anni, rubò un cavallo al padre e seguì i soldati insieme ad altri dodici compagni. Nei due anni successivi militò nella compagnia di Boldrino da Panicale prima quale saccomanno e aveva il compito di fungere da paggio e custodire ciò che gli era affidato dal capolancia poi quale fante al servizio di Scorruccio da Spoleto partecipando a diverse incursioni nelle Marche, nel senese e nel perugino.

### Nella Compagnia di San Giorgio
Nel 1385 uccise un capolancia della compagnia in cui militava per un alterco riguardante un bottino frutto di una razzia nei pressi di Fano; se la cavò con l'espulsione. Tornato a Cotignola, il padre gli fece dono di quattro cavalli con i quali nel 1386 entrò prima nella compagnia di ventura di Guido d'Asciano, poi nella Compagnia di San Giorgio di Alberico da Barbiano. In quest'ultima si guadagnò il soprannome Sforza per via del suo rifiuto di scoraggiarsi e della capacità di rovesciare le situazioni a suo favore oppure semplicemente in riferimento al vigore fisico. Secondo altre fonti il soprannome derivò invece dalla "forza" con cui reclamava bottini maggiori di quanto gli spettasse. Durante la sua militanza conobbe Braccio da Montone, lo Scorpione, il Tarantola e Giannino da Lugo con il quale ebbe una certa rivalità.

### La faida con i Pasolini e l'arrivo a Ferrara
Nell'inverno del 1388 rientrò dalla famiglia a Cotignola. Qui apprese che Martino Pasolini, insieme ai fratelli, aveva rapito Giovanna, promessa sposa del fratello Bartolo. Allora organizzò una spedizione punitiva contro il Pasolini dove riuscì ad uccidere un esponente di quella famiglia, venendo però ferito a sua volta in un'imboscata. Nel corso della mischia persero la vita i fratelli Tonduzzo e Matteo. In seguito, raccolta una forza di una decina di lance, vendicò la morte dei fratelli assaltando ed uccidendo due dei Pasolini, che insieme ai fratelli si erano rifugiati a Granarolo. L'episodio spinse i fratelli Bartolo, Bosio e Francesco (detto Beccaletto) nonché i cugini paterni Micheletto, Foschino e Lorenzo, il cugino materno Santo Parente Petraccini e molti altri giovani di Cotignola e dei paesi vicini ad intraprendere insieme a lui la carriera di soldati di ventura. Forte di una piccola compagnia di venti lance, Giacomo, recatosi su raccomandazione di Alberico da Barbiano allora si spostò a Ferrara dove fu ben accolto da Alberto V d'Este; rimase al suo servizio per quattro anni nei quali si occupò di sopprimere le rivolte di alcuni villaggi ribelli e guadagnò un notevole bottino per un condottiero della sua età.

### In Umbria
Nel 1392 passò di nuovo agli stipendi di Alberico da Barbiano. Nei quattro anni successivi combatté per Carlo III d'Angiò-Durazzo contro Luigi II d'Angiò-Valois. Nel 1396 confluì nella compagnia di ventura di Ceccolo Broglia insieme al cugino Lorenzo, al comando di 15 lance. Nel 1398 si spostò a Perugia dove si oppose a Pandolfo Baglioni che vi aveva scacciato i Raspanti e Ceccolino Michelotti, figlio di Michelotto. Un mese dopo prese il comando di una compagnia di ventura di ben 100 lance insieme a Perino da Tortona in favore dei perugini e contrastò efficacemente le milizie assoldate da Gian Galeazzo Visconti, duca di Milano. Grazie al suo valore si guadagna la cittadinanza perugina, ricche ricompense e un soprassoldo.
Durante la permanenza in Umbria conobbe Lucia Terzani da Marsciano, figlia di Orso, un sellaio locale. Non la sposò mai ma sarebbe divenuta la sua amante per il resto della vita e gli avrebbe dato ben otto figli tra cui l'amato Francesco, futuro duca di Milano, il primo e il più grande della dinastia degli Sforza.
Nel 1400 Perugia si arrese a Gian Galeazzo Visconti. Lo Sforza passò brevemente al soldo dei milanesi al comando di cento lance ma accusato da Perino da Tortona di sposare segretamente la causa guelfa venne licenziato e passò al soldo del nemico, ovvero della Repubblica di Firenze. Al servizio dei Medici e al comando di duecento lance insieme a Baldassarre Rangoni, si scontrò con i viscontei nel Veneto favorendo la calata in Italia di Roberto del Palatinato, re di Germania. Per i suoi servigi, venne ricompensato, tra le altre cose, con la possibilità di aggiungere un leone rampante nell'insegna araldica di famiglia.
Eterno rivale di Angelo Tartaglia, altro noto capitano di ventura, si ritrovarono spesso a combattere assieme e furono anche legati da vincoli di parentela (il figlio illegittimo di Sforza sposò la figlia di Tartaglia), ma la loro inimicizia fu perpetua. In seguito combatté per Firenze e nel 1409 per Niccolò III d'Este contro Ottobuono de' Terzi.

### Alla corte di Napoli
Al seguito del Re Ladislao d'Angiò-Durazzo, in guerra contro lo Stato Pontificio e la Repubblica di Firenze, si fermò nel Regno di Napoli e, alla morte del sovrano (6 agosto 1414), rimase al servizio dell'erede al trono, sua sorella Giovanna II d'Angiò-Durazzo. Si diresse a Napoli per guadagnare i favori della sovrana ma scatenò la gelosia di Pandolfo Piscopo detto "Pandolfello Alopo", favorito di Giovanna II, che lo fece arrestare e imprigionare. Minacciato dalle truppe dello Sforza, Piscopo lo liberò dandogli in moglie sua sorella Caterina e concedendogli la vasta contea di Ariano nonché la signoria feudale di Benevento e Manfredonia.
Pochi mesi dopo la regina Giovanna, vedova del duca Guglielmo I d'Asburgo, decise su consiglio della fazione opposta a Piscopo, di sposare il francese Giacomo II di Borbone-La Marche a condizione che si accontentasse della carica di vicario generale. L'Attendolo ebbe un diverbio con uno dei sostenitori di Giacomo e fu imprigionato. Il 1º ottobre venne decapitato il Piscopo e la regina, privata dei suoi alleati più vicini, si trovò messa da parte. Ben presto fu organizzato un complotto ai danni del dispotico Giacomo, che aveva  costretto la moglie a concedergli il titolo regio, divenendo re consorte nel 1416, ma, viste le sue pretese al trono, venne costretto dai baroni napoletani a rinunciare al titolo regio e fu cacciato ed esiliato dal Regno. La regina Giovanna II riprese il potere e l'Attendolo, liberato il 6 novembre 1416, riprese la sua carica di gran connestabile ed il suo posto a corte.
Nel 1417 Papa Martino V chiese a Giovanna II l'invio di truppe per resistere a Braccio da Montone, Muzio Attendolo Sforza vi si recò insieme al figlio Francesco. Tornò in seguito per un breve periodo a Napoli osteggiato da Sergianni Caracciolo, nuovo favorito della regina, nel 1418 fu nominato Gonfaloniere della Chiesa ed assunse il comando delle truppe pontificie. Come tale, prese parte alla battaglia di Viterbo del 14 giugno 1419, durante la quale fu ferito dal condottiero Brandolino Conte Brandolini, un patrizio forlivese. Nel settembre successivo fu però lo Sforza ad avere la meglio, perché riuscì a catturare sia il Brandolini sia il Gattamelata, che gli era compagno, a Capitone: entrambi furono poi liberati a seguito di un riscatto.
Martino V premeva affinché Giovanna adottasse un principe ereditario, il suo candidato era Luigi III d'Angiò-Durazzo, per sorreggere il pretendente angioino inviò Muzio Attendolo a Perugia per sconfiggere Braccio da Montone. Giovanna nominò però suo successore il sovrano aragonese, Alfonso V.
In seguito all'ostilità da parte del Caracciolo, la regina ruppe l'accordo con Alfonso che tentò di imprigionarla. L'Attendolo la condusse in salvo al castello di Acerra ed Alfonso ripartì per la Spagna lasciando a Braccio da Montone il compito di difendere la sua causa.

### La guerra dell'Aquila e la morte
Nel 1423 la città dell'Aquila subì l'assedio di Braccio da Montone, al soldo di Alfonso d'Aragona, e Giovanna diede incarico allo Sforza di andare a soccorrere la città. Tornato dai domini del Meridione, Attendolo radunò l'esercito a Ortona e passò presso la fortezza di Pescara, anch'essa in mano aragonese, per seguire la via Tiburtina Valeria per raggiungere la città assediata. Il 4 gennaio 1424, nel tentativo di attraversare il fiume Pescara aggirando le fortificazioni, un suo paggio rischiò di affogare e Muzio, nel tentativo di salvarlo, fu travolto dalle acque e morì. Il suo corpo non fu mai ritrovato.

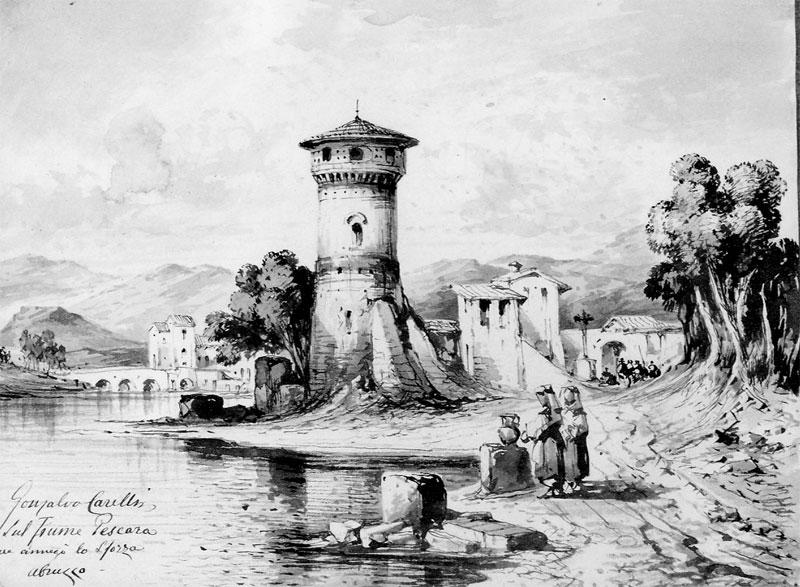
Disegno ritraente il punto sul fiume Pescara in cui annegò Muzio Attendolo Sforza il 4 gennaio 1424 (opera di Consalvo Carelli)

Nel 1949, a 525 anni dalla sua scomparsa, fu realizzato un distico commemorativo sul ponte Risorgimento di Pescara.

## Discendenza
Dal primo matrimonio, avvenuto nel 1409 con Antonia Salimbeni († 1411), patrizia di Siena, ebbe:
- Bosio (Montegiovi, 1411 – Parma, 1476), governatore di Orvieto e generale della Repubblica di Siena, sposò Cecilia Aldobrandeschi, che gli portò la sovranità di Santa Fiora. Il titolo di conti di Santa Fiora, passò così dagli Aldobrandeschi agli Sforza e poi alla famiglia Sforza Cesarini.

Dal secondo matrimonio, avvenuto nel 1413 con Caterina Alopo († 1418), sorella di Pandolfello, ebbe:
- Giovanna[8];
- Leonardo (1415 – Milano, 1438);
- Pietro (Benevento, 1417 – Ascoli Piceno, 1442), vescovo di Ascoli Piceno.

Dal terzo matrimonio, avvenuto 1419 con Maria Marzano, duchessa di Sessa e contessa di Celano, ebbe:
- Bartolomeo (Benevento, 1420 – Sessa, 1435), conte di Celano;
- Carlo (Aversa, 1423 – Milano, 1457), arcivescovo di Milano con il nome di Gabriele Sforza.

Lo Sforza ebbe anche numerosi figli naturali, poi legittimati.
Da Tamira di Cagli ebbe:
- Mansueto (1400 circa – 1467), vescovo di Teramo ed abate delle abbazie di San Zeno a Verona e di San Lorenzo in Monluè a Milano
- Onestina (1402 – Bologna, 1422), monaca benedettina.

Da Lucia Terzani da Torgiano ebbe:
- Francesco (Cigoli, 1401 – Milano, 1466), duca di Milano;
- Elisa (San Miniato, 1402 – Caiazzo, 1476), sposa nel 1412 Leonetto Sanseverino dei signori di Caiazzo e successivamente con Giosia Acquaviva o AndreaMatteo II Acquaviva;
- Alberico (1403 – Aversa, 1423);
- Antonia (1404 – Milano, 1471), sposa nel 1417 Ardizzone da Carrara dei signori di Padova e poi nel 1442 Manfredo da Barbiano;
- Leone (Castelfiorentino, 1406 – Caravaggio, 1440), condottiero nell'esercito di Francesco. Sposa nel 1436 Marsobilia, figlia di Corrado III Trinci, vicario pontificio ed ultimo signore di Foligno;
- Giovanni (Cotignola, 1407 – Pavia, 1451), condottiero nelle armate di Francesco, governa i domini del fratello Francesco nel Regno di Napoli dal 1432, governatore di Ascoli Piceno, signore di Fabriano e Teramo. Sposò Lavinia Tartaglia, figlia del condottiero Angelo Tartaglia;
- Alessandro (Cotignola, 1409 – Fossa, 1473), signore di Pesaro;
- Orsola (Cotignola, 1411 – 1460 circa), monaca clarissa.

## Albero genealogico
|                         |                         |               |               |                      |                      |                                 |                      |                |                |                 |                       |                       |               |                      |                      |
|                         |                         |               |               |                      |                      | Muzio Attendolo *XIII secolo-†? |                      |                |                |                 |                       |                       |               |                      |                      |
|                         |                         |               |               |                      |                      |                                 |                      |                |                |                 |                       |                       |               |                      |                      |
|                         |                         |               |               |                      |                      |                                 |                      |                |                |                 |                       |                       |               |                      |                      |
|                         |                         | Bartolo *? †? | Bartolo *? †? |                      |                      | Santi *? †?                     | Santi *? †?          |                |                |                 | Giovanni *1319 †~1385 | Giovanni *1319 †~1385 |               |                      |                      |
|                         |                         |               |               |                      |                      |                                 |                      |                |                |                 |                       |                       |               |                      |                      |
|                         |                         |               |               |                      |                      |                                 |                      |                |                |                 |                       |                       |               |                      |                      |
| Lorenzo *~1351 †~1442   | Lorenzo *~1351 †~1442   |               |               | Michele *~1370 †1463 | Michele *~1370 †1463 |                                 |                      | Bosio *? †1410 | Bosio *? †1410 | Francesco *? †? | Francesco *? †?       | Bartolo *? †?         | Bartolo *? †? | Giacomo *1369 †1424  | Giacomo *1369 †1424  |
|                         |                         |               |               |                      |                      |                                 |                      |                |                |                 |                       |                       |               |                      |                      |
|                         |                         |               |               |                      |                      |                                 |                      |                |                |                 |                       |                       |               |                      |                      |
| Giovanni Battista *? †? | Giovanni Battista *? †? | Perino *? †?  | Perino *? †?  | Raimondo *? †?       | Raimondo *? †?       | Pietro Antonio *? †?            | Pietro Antonio *? †? | Domenico *? †? | Domenico *? †? |                 |                       |                       |               | · Sforza · di Milano | · Sforza · di Milano |
|                         |                         |               |               |                      |                      |                                 |                      |                |                |                 |                       |                       |               |                      |                      |
|                         |                         |               |               |                      |                      |                                 |                      |                |                |                 |                       |                       |               |                      |                      |
|                         |                         |               |               |                      |                      |                                 |                      | Abenante *? †? |                |                 |                       |                       |               |                      |                      |